# Virunum
Municipium Virunum a fost un oraș roman aflat în apropiere de actuala comună Maria Saal, în Carintia, din Austria.

## Istorie

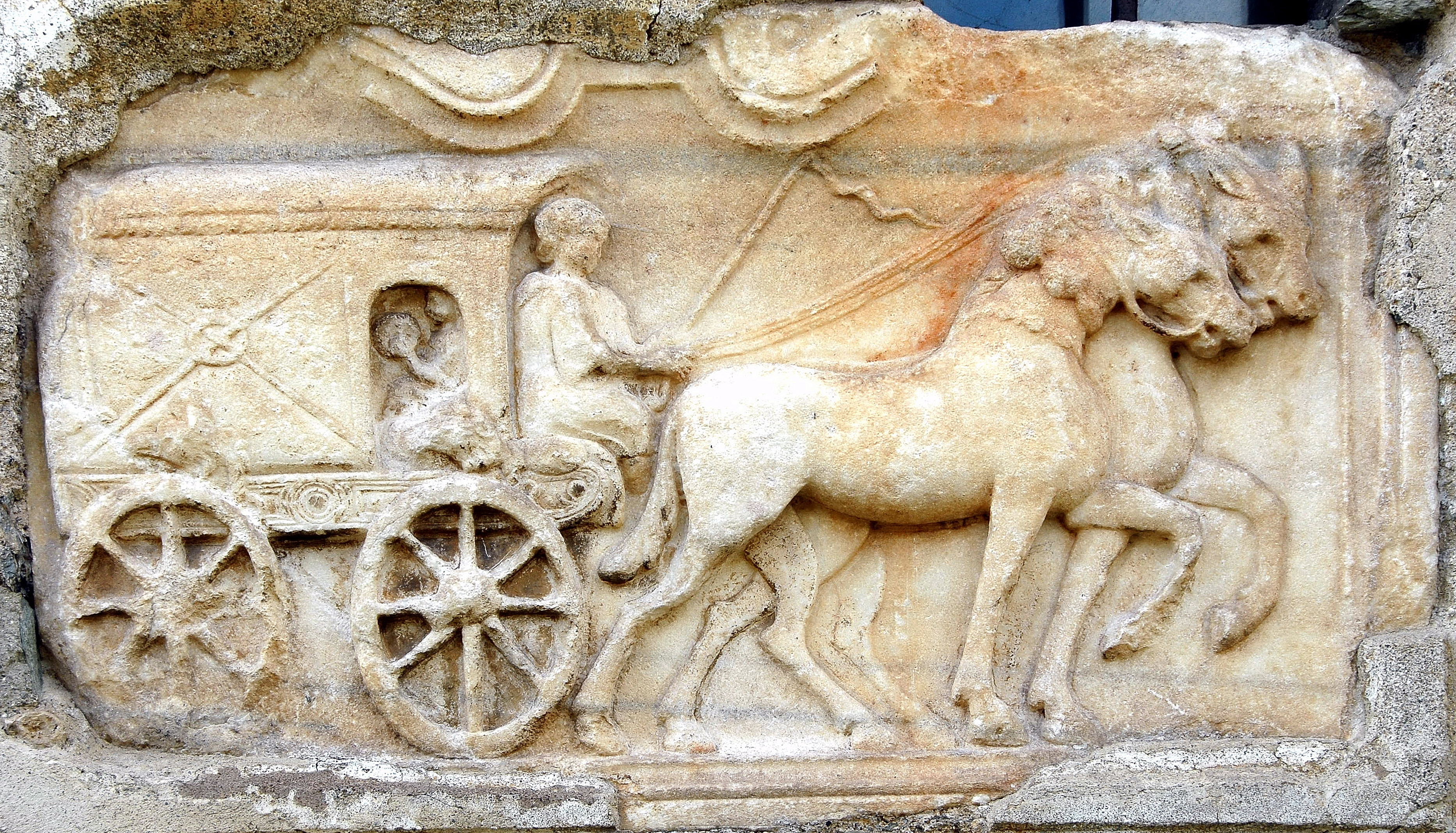
Un relief funerar antic, folosit ca spolia la biserica din Maria Saal.

După anexarea regatului celtic din Noricum la Imperiul Roman, în timpul cuceririi romane a 
Reției și arcului alpin, în jurul anului 15 î.Hr., municipiul a fost fondat în timpul împăratului Claudius (din 41 până în 54). Pliniu cel Bătrân îl citează în enumerarea sa a orașelor din Noricum. Pe măsură ce a devenit o provincie romană, Virunum a înlocuit colonia norică de la Magdalensberg ca nouă capitală. De la mijlocul secolului I î.Hr., împăratul a început construcția drumului roman transalpin care lega Marea Adriatică de Dunăre, trecere strategică între Italia  și Noricum care alimenta parte din metalul necesar armatei romane.
Virunum a fost sediul procuratorului provinciei până în timpul războaielor marcomane, în secolul al II-lea. Sub Dioclețian, Noricum a fost divizat, orașul Virunum devenind capitala provinciei Noricum Meridional, partea de sud, mai muntoasă. Un sediu episcopal la Virunum este atestat din 343. Se cunosc puține lucruri despre declinul orașului în cursul Antichității Târzii. În epoca sfântului Severin de Noricum, în secolul al V-lea, descrisă de biograful său Eugippius, mitropolitul provinciei Noricum Meridional avea reședința la Teurnia, aproape de actualul oraș Spittal an der Drau.